# Solveig Ueltzhöfer-Nyqvist

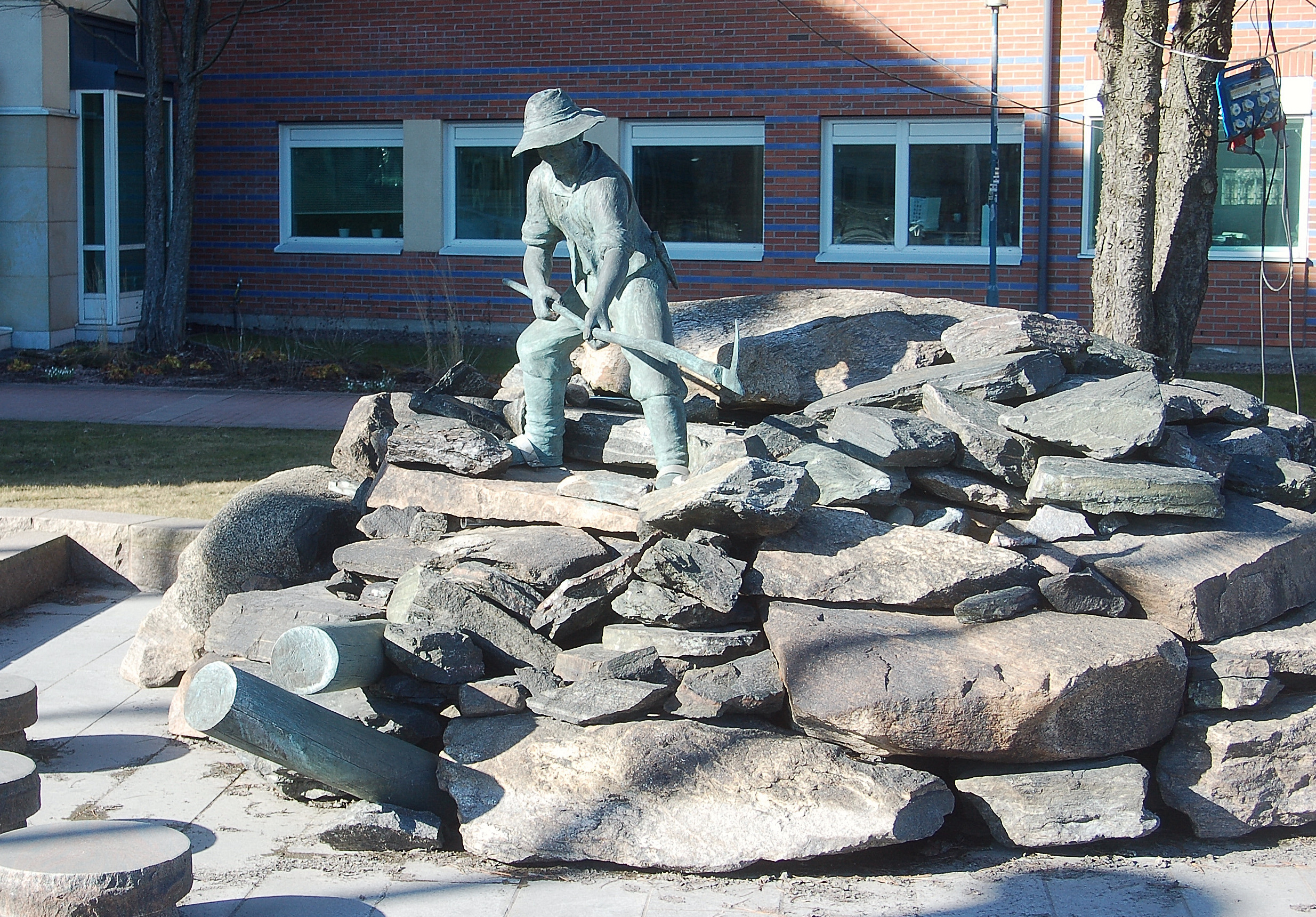
Flottaren utanför NWThuset i Karlstad av Solveig Ueltzhöfer-Nyqvist

Solveig Birgitta Ueltzhöfer-Nyqvist, född 10 februari 1938 i Forshaga, är en svensk skulptör. Hon är gift med Siegfred Ueltzhöfer.
Ueltzhöfer-Nyqvist studerade för Carl-Harry Stålhane vid Rörstrands porslinsfabrik 1957-1959, och för Stig Lindberg och Olle Adrin vid Konstfackskolan i Stockholm 1959-1964. Hon har även varit verksam som formgivare av mönster för Jie i Gantofta. Separat har hon ställt ut i bland annat Sunne, Gummesons, Galleri Gripen och Galleri K. Hon har medverkat i samlingsutställningarna Liljevalchs vårsalong, Sopot Polen, flera lokala konstföreningar i Värmland, Sundsvall och Värmlands konstförenings Höstsalonger på Värmlands museum.
Hon har tilldelats Statens resestipendium 1970, NWT:s kulturstipendium 1969, Karlstads kommuns Frödingstipendium 1972, Sunne kommuns kulturstipendium 1973, Statens arbetsbidrag 1976, Sunne Lions kulturstipendium 1986.  
Bland hennes offentliga arbeten märks utsmyckning för affärshuset Duvan i Karlstad, Hotell Royal Säffle, en fondvägg i Fryksände missionskyrka, Bellmansgården Ekshärad, Olofslundsskolan i Järfälla samt en minnessten och porträttrelief av Sven Hellqvist på Ransäters hembygdsgård.
Ueltzhöfer-Nyqvist är representerad vid bland annat Karlstads stadsbibliotek, Zakrisdalsverken i Karlstad, Nacka sjukhus och Värmlands läns landsting.